# Jungle Fight 45
Jungle Fight 45 foi um evento de MMA, ocorrido dia 15 de novembro de 2012 no ginásio da UEPA (Universidade Estadual do Pará) Belém, Pará. 
Na luta principal, Itamar Rosa levou a melhor no duelo entre gaúchos contra Pedro da Rosa Neto e garantiu vaga na final do GP na categoria dos médios (até 84 kg). Seu adversário na disputa de cinturão será o paraense Ildemar Marajó. Em outro combate válido pela semifinal do GP, o atleta do Rio Grande do Norte, Arinaldo da Silva, despachou o paraense Kleber ‘’Bekão’’ e carimbou seu passaporte na decisão dos moscas (até 57 kg), contra o carioca Sidnei ‘’Abedi’’.

## Suporte Grand Prix dos Médios (Categoria até 84 Kg)
|  | Quartas de final | Quartas de final            | Quartas de final    |             |                     | Semifinais               | Semifinais              | Semifinais |  |  | Final | Final              | Final | Final | Final |
|  |                  |                             |                     |             |                     |                          |                         |            |  |  |       |                    |       |       |       |
|  | 15-5             | Ildemar ‘’Marajó’’          | Dec(Div)            |             |                     |                          |                         |            |  |  |       |                    |       |       |       |
|  | 9-4              | Eder Jones                  | 3ºR 5:00            |             |                     |                          |                         |            |  |  |       |                    |       |       |       |
|  | 9-4              | Eder Jones                  | 3ºR 5:00            |             | 16-5                | Ildemar ‘’Marajó’’       | Sub (Chave de braço)    |            |  |  |       |                    |       |       |       |
|  |                  |                             |                     |             | 16-5                | Ildemar ‘’Marajó’’       | Sub (Chave de braço)    |            |  |  |       |                    |       |       |       |
|  |                  | 1-1                         | Ederson Lion Macedo | 1ºR 1:32    |                     |                          |                         |            |  |  |       |                    |       |       |       |
|  | 1-0              | 1-1                         | Ederson Lion Macedo | 1ºR 1:32    | Ederson Lion Macedo | Finalização (mata-leão)  |                         |            |  |  |       |                    |       |       |       |
|  | 1-0              |                             |                     |             | Ederson Lion Macedo | Finalização (mata-leão)  |                         |            |  |  |       |                    |       |       |       |
|  | 0-1              | Vitor Figueiredo            | 1ºR 2:30            |             |                     |                          |                         |            |  |  |       |                    |       |       |       |
|  |                  |                             |                     |             |                     |                          |                         |            |  |  |       | Ildemar ‘’Marajó’’ |       |       |       |
|  |                  |                             |                     | Itamar Rosa |                     |                          |                         |            |  |  |       |                    |       |       |       |
|  | 7-2              | Itamar Rosa                 | Dec(Div)            |             |                     |                          |                         |            |  |  |       |                    |       |       |       |
|  | 10-4             | Kleber Orgulho              | 3ºR 5:00            |             |                     |                          |                         |            |  |  |       |                    |       |       |       |
|  | 10-4             | Kleber Orgulho              | 3ºR 5:00            |             | 8-2                 | Itamar Rosa              | Nocaute técnico (socos) |            |  |  |       |                    |       |       |       |
|  |                  |                             |                     |             | 8-2                 | Itamar Rosa              | Nocaute técnico (socos) |            |  |  |       |                    |       |       |       |
|  |                  | 6-4                         | Pedro da Rosa Neto  | 1ºR 1:00    |                     |                          |                         |            |  |  |       |                    |       |       |       |
|  | 6-3              | 6-4                         | Pedro da Rosa Neto  | 1ºR 1:00    | Pedro da Rosa Neto  | Sub (chave de calcanhar) |                         |            |  |  |       |                    |       |       |       |
|  | 6-3              |                             |                     |             | Pedro da Rosa Neto  | Sub (chave de calcanhar) |                         |            |  |  |       |                    |       |       |       |
|  | 15-11            | Edvaldo Oliveira ‘’Gameth’’ | 3ºR 4:18            |             |                     |                          |                         |            |  |  |       |                    |       |       |       |

| Campeão do Grand Prix dos Médios (Categoria até 84 Kg) |
| ------------------------------------------------------ |
| ? Campeão dos Médios (1º título)                       |